# قارچ‌های گندو
قارچ‌های گندو (نام علمی: Phallomycetidae) نام یک زیررده از رده کلاه‌قارچان است.